# Charles in Charge
Charles in Charge é uma série de comédia dos Estados Unidos. Foi exibida na CBS entre 1984 e 1985 e depois revivida entre 1987 e 1990.
Foi desenvolvida por Michael Jacobs.